# Naturschutzgebiet Bergwiesen bei Altastenberg

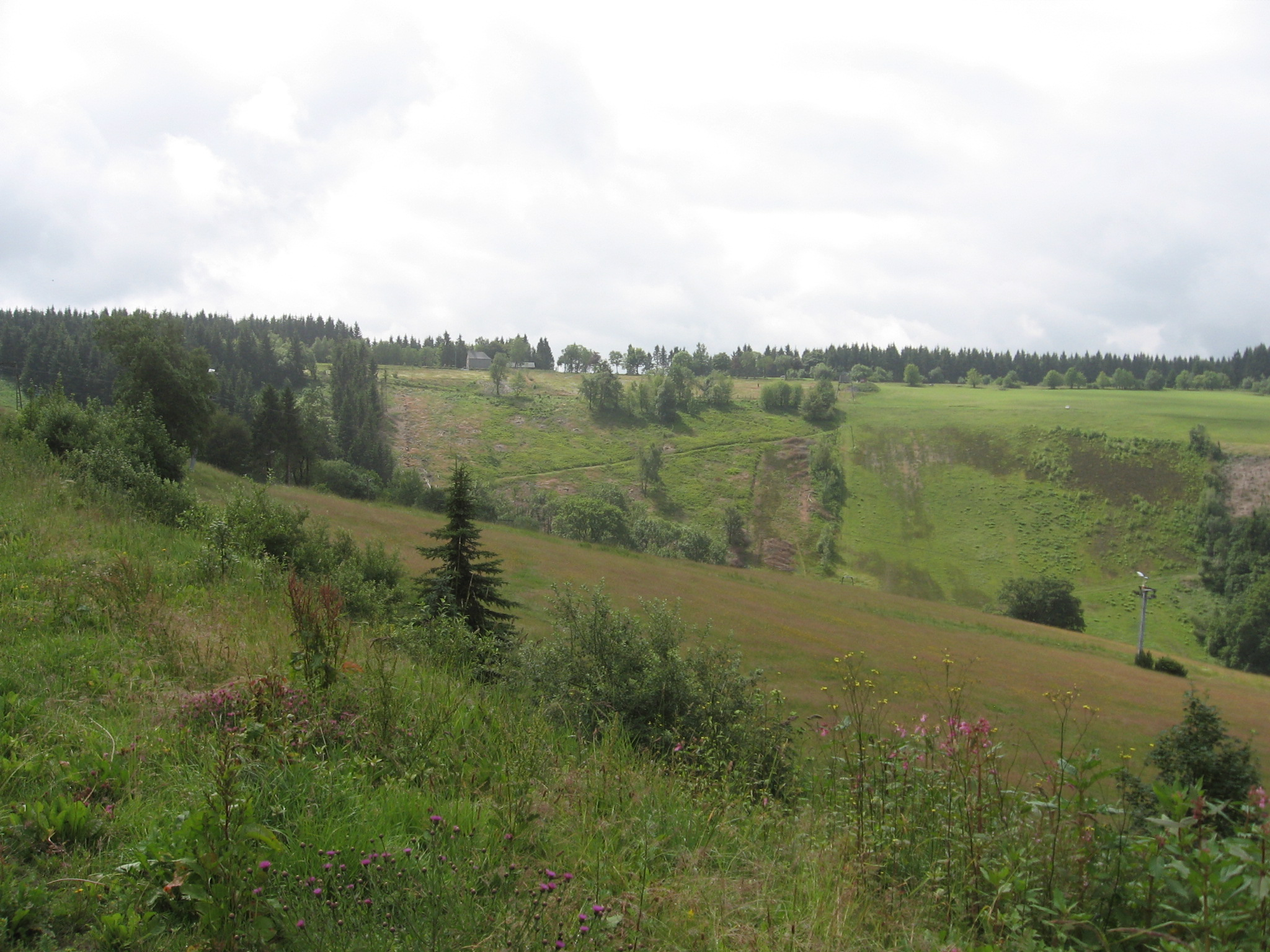
Naturschutzgebiet Bergwiesen bei Altastenberg

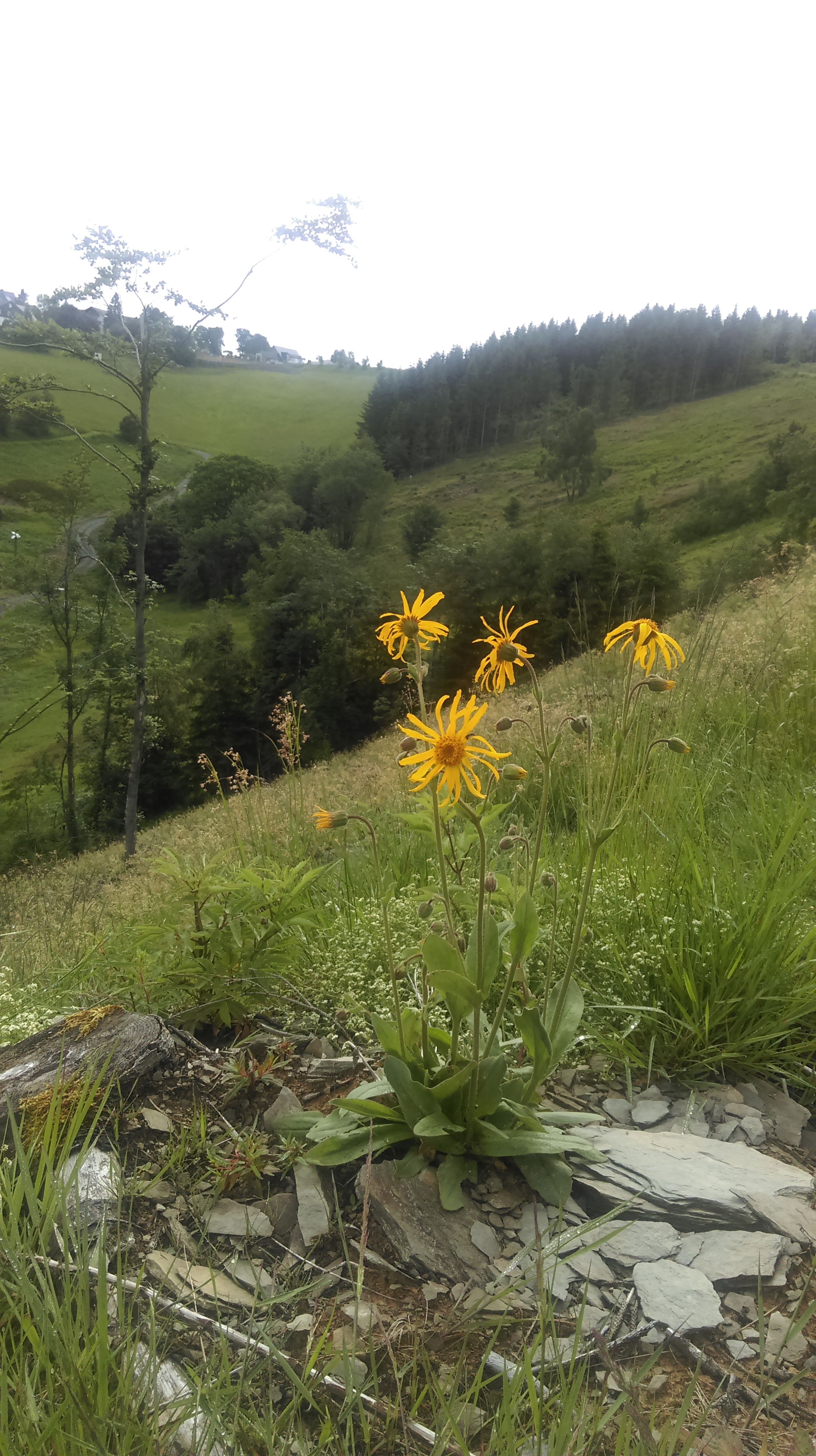
Arnika im Naturschutzgebiet Bergwiesen bei Altastenberg

Das Naturschutzgebiet Bergwiesen bei Altastenberg mit einer Größe von 34,62 ha liegt bei Altastenberg im Stadtgebiet von Winterberg. Das Gebiet wurde 2008 mit dem Landschaftsplan Winterberg durch den Hochsauerlandkreis als Naturschutzgebiet (NSG) ausgewiesen. Das NSG gehört zum FFH-Gebiet Bergwiesen bei Winterberg (DE 4717-305).

## Gebietsbeschreibung
Beim NSG handelt es sich um Bergwiesen. Angrenzende Bergwiesen gehören zum Landschaftsschutzgebiet Grünlandhänge und -plateaus um Altastenberg / Neuastenberg / Langewiese / Hoheleye / Mollseifen.
Im NSG kommen seltene Tier- und Pflanzenarten vor.

## Schutzzweck
Das NSG soll die Bergwiesen mit Arteninventar schützen.
Wie bei allen Naturschutzgebieten in Deutschland wurde in der Schutzausweisung darauf hingewiesen, dass das Gebiet „wegen der Seltenheit, besonderen Eigenart und Schönheit des Gebietes“ zum Naturschutzgebiet wurde.